# Provincia Cunene
Cunene este o provincie în Angola. Reședința sa este orașul Ondjiva. Provincia se situează la nord de valea râului Cunene, la granița cu Namibia.

## Municipalități
- Cahama
- Cuanhama
- Curoca
- Cuvelai
- Namacunde
- Ombadja